# Lothar Frick
Lothar Frick (* 1961) ist ein deutscher Politikwissenschaftler, Politiker (CDU) und ehemaliger Direktor der Landeszentrale für politische Bildung Baden-Württemberg (LpB).

## Leben
Frick studierte an der Universität Heidelberg sowie der University of Southern California Politikwissenschaften. Ab 1991 war er bis 1995 Büroleiter des Stellvertretenden Vorsitzenden der CDU/CSU-Bundestagsfraktion Heiner Geißler. Später wurde er stellvertretender Leiter der Abteilung "Grundsatz und Planung" des Staatsministeriums Baden-Württemberg. Im Jahr 2004 wurde er Direktor der LpB. Seit Januar 2020 leitet er die LpB in einer Doppelspitze gemeinsam mit Sibylle Thelen und reduzierte seine Arbeitszeit entsprechend.
Er engagierte sich bis 2006 in seinem Heimatort Knittlingen im Gemeinderat.

## Veröffentlichungen
- Politik & Unterricht. 2008.
- Mit Reinhold Weber: Jahresschwerpunkt. 2007.